# تترابرمواتان
تترابرمواتان (به انگلیسی: Tetrabromoethane) با فرمول شیمیایی C۲H۲Br۴ یک ترکیب شیمیایی با شناسه پاب‌کم ۶۵۸۸ است. که جرم مولی آن ۳۴۵٫۶۵۳۲۸ g/mol می‌باشد. شکل ظاهری این ترکیب، پودر بلورین سفید است.